# Blue Lagoon
Blue Lagoon je nemška pop glasbena skupina, ki jo sestavljata pevka Patricia Gerndt in pevec David O'Joseph pod vodstvom producenta Felixa Gauderja. Izdala sta dva albuma, to sta Clublagoon (2005) in Sentimental Fools (2007). 

## Albumi
Clublagoon
1. »Blessed«
2. »I Won't Let You Down«
3. »The Best«
4. »Break My Stride«
5. »Biscuit«
6. »Oxygen«
7. »Do You Really Want to Hurt Me?«
8. »Club Lagoon«
9. »Stop That Train«
10. »In Da Dancehall«
11. »You Don't Love Me (No, No, No)«
12. »Chocolatino«
13. »Souljah's Wisdom«
14. »Love Is the Key«
15. »Now That We Found Love«
16. »Jah Call«

Sentimental Fools
1. »Silent Revolution«
2. »What Becomes of the Broken Hearted«
3. »Sentimental Fools«
4. »Isle of Paradise«
5. »Jah Lovin' Rise«
6. »Girlie Girlie«
7. »Estrella Estrella«
8. »Everything I Own«
9. »Beautiful Day«
10. »Heartbreaker«
11. »You«
12. »Far Away Holiday«
13. »Call from Babylon«
14. »Good Love«
15. »Break My Stride«